# ماري أونيل
ماري أونيل (بالإنجليزية: Mary O'Neill) هي مبارزة بالسيف أمريكية، ولدت في 11 فبراير 1965 في كونكورد في الولايات المتحدة.

## وصلات خارجية
- ماري أونيل على موقع أوليمبيديا (الإنجليزية)